# Филлипс, Харви
Ха́рви Фи́ллипс (англ. Harvey Phillips; 2 декабря 1929, Орора — 20 октября 2010, Блумингтон) ― американский тубист и музыкальный педагог.

## Биография
Харви Филлипс родился в семье фермеров Джесса и Лотти Филлипс в городе Орора. Он был младшим из десяти детей в семье. Вскоре после его рождения семья переехала в Марионвиль. Филлипс начал заниматься музыкой, играя на сузафоне в школьном оркестре. Некоторое время он учился в университете Миссури, однако не окончив его, начал играть в оркестре цирка «Ringling Bros. and Barnum & Bailey Circus». Он гастролировал с цирком около двух лет, пока не встретил в Нью-Йорке солиста Нью-Йоркского филармонического оркестра тубиста Уильяма Белла, который, разглядев талант молодого музыканта, помог ему получить стипендию на обучение в Джульярдской школе. Окончив Джульярдскую, а также Манхэттенскую школу музыки, Харви Филлипс некоторое время работал в оркестрах Нью-Йоркской оперы и Нью-Йоркского балета, а также играл в составе Нью-Йоркского брасс-квинтета.
В 1971 году Харви Филлипс по рекомендации Уильяма Белла был приглашён в университет Индианы в Блумингтоне, где он преподавал до 1994 года. Филлипс был крупным пропагандистом своего инструмента, считавшим его несправедливо недооцененным и обладающим большими техническими и выразительными возможностями. За стремление расширить арсенал виртуозных средств инструмента он был получил в прессе прозвище «Паганини тубы». Филлипс также занимался организацией многочисленных концертов и фестивалей тубной музыки. В частности, ему принадлежит идея «TubaChristmas» — ежегодного рождественского концерта ансамбля тубистов в здании Рокфеллеровского центра в Нью-Йорке. Впоследствии подобные концерты стали проводиться и в других городах США. В 2009 году они прошли в 259 американских городах. В 2007 году Харви Филлипс стал первым в истории исполнителем на духовом инструменте, вошедшим в зал славы американской классической музыки.
Харви Филлипс скончался в своём доме в Блумингтоне 20 октября 2010 года от болезни Паркинсона.